# Kanton Matour
Kanton Matour (francouzsky Canton de Matour) je francouzský kanton v departementu Saône-et-Loire v regionu Burgundsko. Tvoří ho osm obcí.

## Obce kantonu
- Brandon
- La Chapelle-du-Mont-de-France
- Dompierre-les-Ormes
- Matour
- Montagny-sur-Grosne
- Montmelard
- Trambly
- Trivy